# DOHC
DOHC （ディーオーエィチシー） とは、Double/Dual OverHead Camshaft（ダブル/デュアル・オーバーヘッド・カムシャフト）の略で、レシプロエンジンにおける吸排気弁機構の形式の一つ。

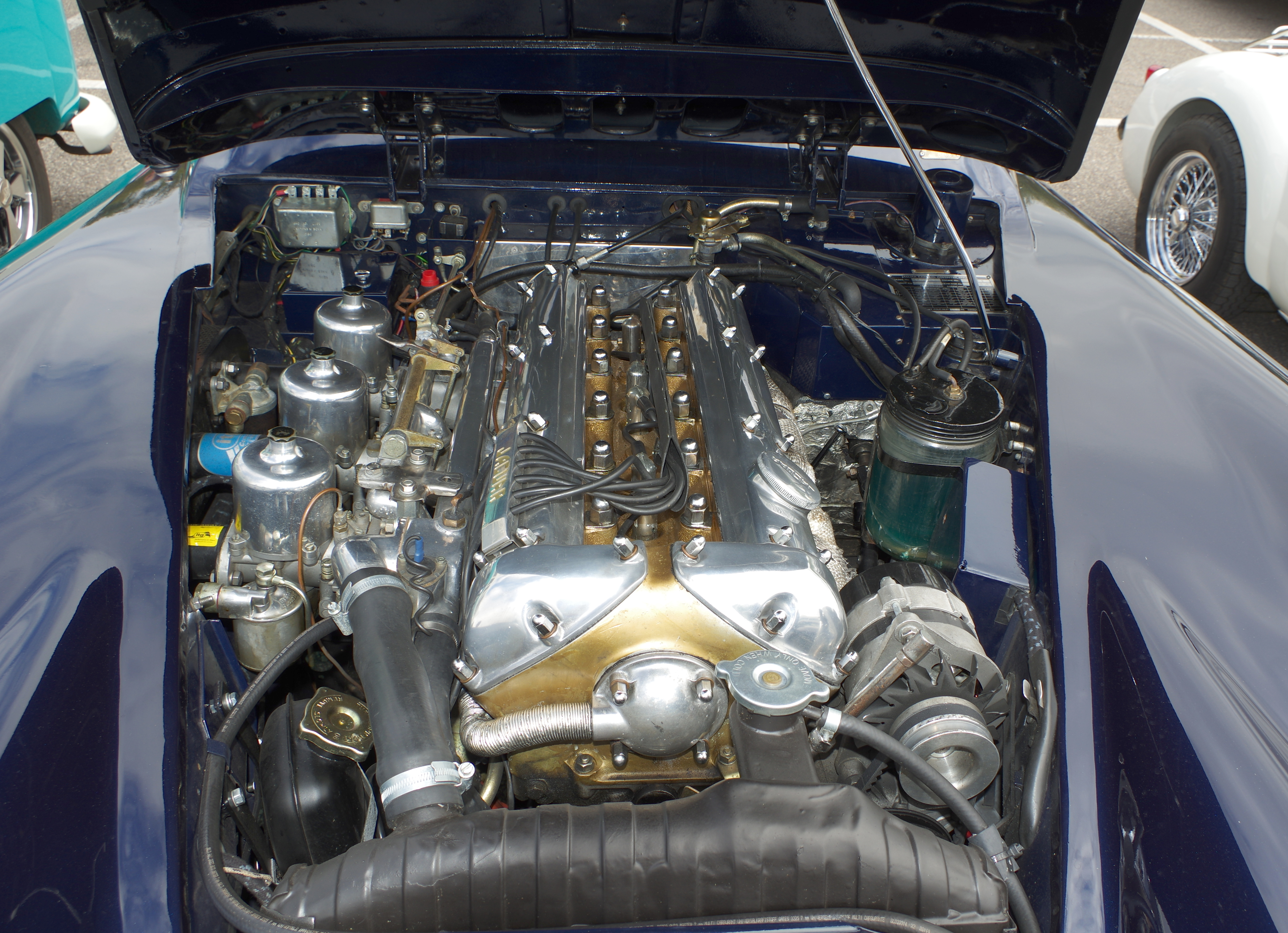
直列6気筒DOHCエンジンの一例
（ジャガー製XKエンジン　ジャガー・XK150搭載。カムシャフトカバーが並列配置となり、ヘッド中央に点火プラグが配置される）

## 特徴

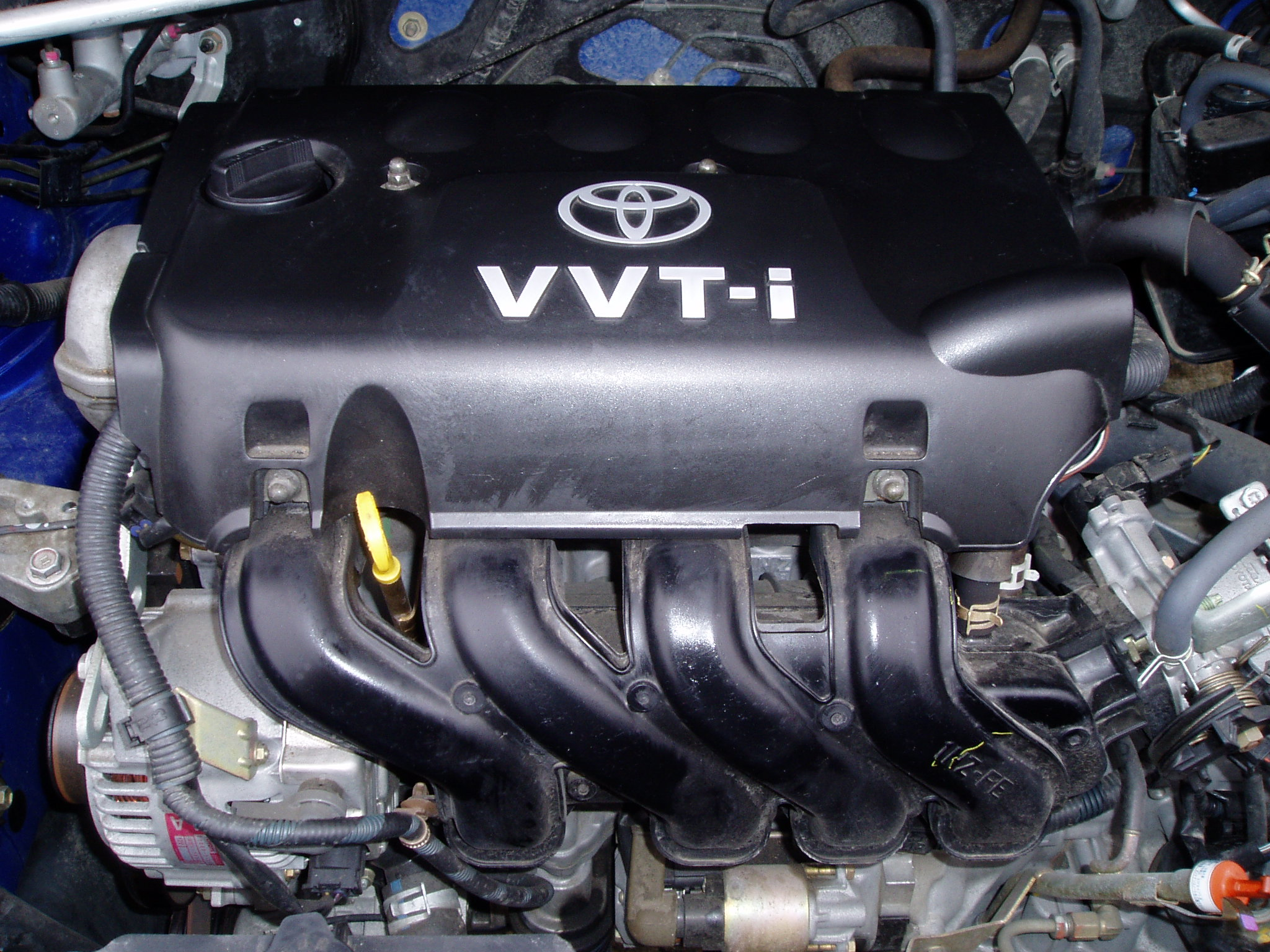
DOHCエンジンの一例
（トヨタ製・1NZ-FE型（直動式バルブ仕様）　今日のDOHCエンジンはシリンダーヘッドカバーがアルミダイカスト、または耐熱樹脂で出来ており、一部の車種を除きシリンダーヘッドカバーは耐熱樹脂製の化粧カバーで覆われるようになった）

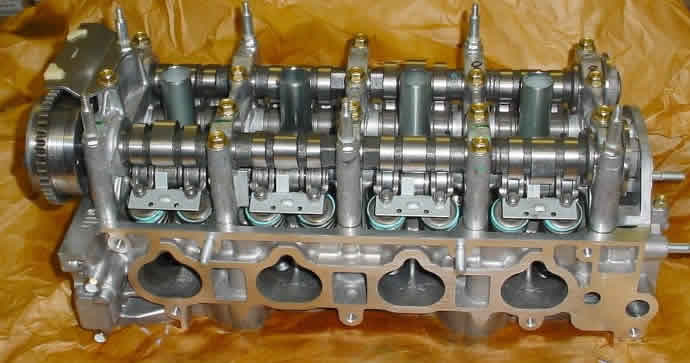
ホンダ製・K20A型4気筒DOHC16バルブエンジンのシリンダーヘッド

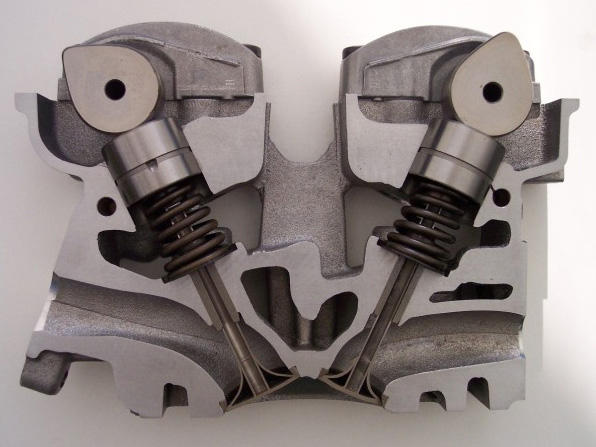
DOHCエンジンのシリンダーヘッド（直押し式）の断面

DOHCエンジンのシリンダーヘッドの断面。
排気バルブと吸気バルブが別々のカムによって開閉される。

シリンダーヘッドにおけるバルブの駆動について、吸気側と排気側で別々のカムシャフトを備えるものを指す。これにより
- カム軸配置の自由度
- ポート形状・バルブ配置設計の自由度
- 燃焼室形状設計の自由度
- 動弁系慣性質量およびフリクションロスの軽減

といった面でSVやOHV、SOHCに対し優れる。これらにより
- 高回転高出力、低公害低燃費といった要求にあわせた設計
- 各種可変バルブ機構の取り込み

も比較的容易となる。欠点としては
- 部品点数が増えて機構が複雑になりコストがかかる
- カムシャフトが1ヘッドにつき2本になるためシリンダーヘッドが大型化しエンジン重心が高くなる

といったものがある。

## 歴史
1912年に、エルネスト・アンリがフランスのプジョーのレーシングカーのために開発したのが最初であるとされるが、スペインのイスパノ・スイザの設計者マルク・ビルキヒトによる着想を剽窃したという説もある。
部品点数が多く機構が複雑であることから、1950年代以前はレーシングカーや高級スポーツカーに限定された技術であった。
第二次世界大戦後、戦前からDOHCエンジンを積極的に手掛けてきたアルファロメオが量産に転じたほか、ヨーロッパや日本の大手自動車メーカーは、従来の量産エンジンを元にヘッド部分をDOHC形に改造した高性能エンジンを開発、スポーツモデルに搭載して市場に送り出した。
日本で初めてDOHCエンジンを搭載した市販4輪自動車は、1963年に発表された軽トラックのホンダ・T360である。このDOHCエンジンは高速走行性能を確保するために搭載されたものであり、T360より遅れて開発が始まったスポーツ360には同エンジンに更にチューンを加えたものが搭載されていた。その後、2ストローク機関のものが数多く存在するオートバイにおいてもDOHCは広く採用されるようになった。日本のオートバイでは1965年にホンダ・CB450、1972年にはカワサキの輸出専用車種Z1などがDOHCエンジンを搭載した。
本来スポーツモデル向けの機構と見なされてきたDOHCであるが、トヨタ自動車は吸排気効率を高めつつ理想的な燃焼室形状を確保できる自由度の高さに着目し、省燃費化・低公害化の手段として実用車向けの普及型DOHCエンジン（ハイメカツインカム）を開発した。1986年8月以降、同社のガソリンエンジン乗用車のほとんどに採用された。
以来、量産型DOHCエンジンは世界の多くのメーカーに普及している。軽自動車においても1990年代頃からDOHC化が進み、2021年のホンダ・アクティトラックの生産終了・販売終了によって全車DOHCとなった。さらに排ガス規制強化により、ディーゼルエンジンも燃料噴射弁をピストン直上に置くことのできるメリットのあるDOHCを広く採用するようになった。

## 名称について
「2本」を意味する“ダブル・オーバーヘッド・カムシャフト”(Double OverHead Camshaft) と記述する場合も多い。"シングル・オーバーヘッド・カムシャフト" (Single Overhead Camshaft(SOHC))に対する表記である。だが、
- V型エンジンや水平対向エンジンなど、シリンダーヘッド列が2列のエンジンは、SOHCの段階でカムシャフトが2本ある。
- 近年、可変バルブタイミング機構の為、シリンダー列あたりのカムシャフトが3本以上となっているケースもあるが、これらを“TOHC”(Triple～) や、“QOHC”(Quad～) とは呼称しない[注釈 5]。

したがって、先頭の“D”は“Dual”(「複合」) が機構の概念として正しい。

逆に、各Vバンク上に1本ずつのカムシャフトを持つが、それぞれが吸気または排気専用のカム列を持ち、SOHCを名乗りながらもシリンダー側から見るとDOHCに類似したカムシャフト配置となる狭角V型エンジンのようなケースもある。
「ツインカム（TWIN CAM）」と呼ばれることもある。四輪ではトヨタと日産、スズキ、ダイハツが、二輪ではカワサキがこの呼称を採用している。
なお、やはり“Twin”は明らかに「2組」となってしまうため、トヨタではV型エンジンなどについては“FOUR CAM”と呼称を分けていた。
例外的にハーレーダビッドソンは自社のカムシャフトが2本のV型2気筒OHVエンジンをTWINCAMと称している。これは自社の従来のエンジンのカムシャフトが1本だったことから、それらと区別するためである。
表記はトヨタが「TWINCAM24（4バルブ6気筒）」「TWINCAM16（4バルブ4気筒）」「TWINCAM20（5バルブ4気筒）」、日産は「TWINCAM 24VALVE（4バルブ6気筒）」「TWINCAM 16VALVE（4バルブ4気筒）」、ダイハツが「TWINCAM-16V（4バルブ4気筒）」「TWINCAM-12V（4バルブ3気筒）」となる。
また別名では、主に直列型エンジンがTWIN CAM、V型および水平対向型エンジンがそれぞれFOUR CAMなどと呼ばれる。

## マルチバルブ
4ストロークエンジンにおいて、1つのシリンダーに3つ以上のバルブを持つことをいい、そのエンジンのことをマルチバルブエンジンという。一部にSOHCやOHV（OHVの場合は一部のオートバイあるいは産業用、農業機械用を含むディーゼルエンジン）のマルチバルブエンジンが存在するものの、DOHCの方が普通であり、前述のプジョーの最初のDOHCエンジンも同時に最初のマルチバルブエンジンでもあった。両者は密接な関係にある。

## その他の動弁機構--歴史順
- サイドバルブ
- OHV
- ロータリーバルブ
- SOHC